# Johan Gleins
Johan Gleins (circa 1505 - 1573, Sittard) was een Guliks notabele en schepen van de -sinds 1400- Gulikse stad Sittard.
Hij werd geboren als zoon van Andreas Gleins (overleden na 1528), ook wel Dries Geleyns of Dries Trippenmeckers, en diens echtgenote Elisabeth Lymborchs. Johans moeder was afkomstig van een oude welgestelde familie uit Sittard, waarvan de geslachtsnaam verwijst naar het gehucht Limbricht. Hij had twee broers, Andreas en Joachim en een zus Elisabeth. Johan huwde met een zekere Truda. Uit dit huwelijk werden diverse kinderen geboren.
In 1564 en 1572 was hij schepen van de stad Sittard. Zijn afkomst langs moederzijde hielp hem bij zijn verkiezing onder de notabelen van de stad. Voor hij zijn schepenambt bekleedde zou hij, rond 1524, een tijd in Keulen verbleven hebben. In 1573 stierf hij terwijl hij het ambt van roededrager (bastonarius), een soort gerechtsbode en deurwaarder, bezat. Zijn echtgenote Truda was reeds in 1570 gestorven.

## Nakomelingen
Hij had een bij naam onbekende dochter die huwde met Dyonisius Notermans, de wijk-, weeg- en marktmeester van Sittard. Andere verwanten, en mogelijks zonen, zijn: een naamgenoot, Johan Gleins, die in 1588 armenmeester van Sittard was, en Diederik Gleins, die in 1574 en 1575 pachter van de tienden van de hertog van Gulik in Sittard was.
De familie Geleyns, een spellingsvariant van Gleins, wordt genoemd als een patriciërsfamilie van de stad Maastricht en omgeving in Recueil généalogique des families patriciennes de la ville de Maestricht et des environs door Guillaume Dominique Alois Kerens de Wolfrath, eigenaar van kasteel Wolfrath.